# Naïma Charaï
Naïma Charaï, née le 4 octobre 1972, est une responsable de programmes médico-sociaux et une femme politique française de gauche. Conseillère régionale de Nouvelle-Aquitaine de 2004 à 2021, elle a été la co-présidente du groupe Génération.s de cette assemblée.

## Formation
Naïma Charaï est née en 1972, au Douar Karia m’Tioua, près de Taounate dans la vallée du Rif, au Maroc.
À partir de 1976, elle grandit dans le Lot-et-Garonne, à Fumel où elle et sa famille ont rejoint son père qui travaille alors depuis plusieurs années à l’usine de sidérurgie Pont-à-Mousson.
Elle indique avoir eu « la scolarité typique d'une enfant issue de l'immigration, chaotique » et avoir été mal orientée. Ses professeurs lui proposent de suivre un BEP secrétariat, mais elle préfère s’inscrire dans un BEP couture et stylisme à Agen.
Elle obtient par la suite un baccalauréat professionnel avec mention. Elle s’installe alors à Bordeaux et s’engage dans des études de psychologie à l'université Bordeaux-Segalen, où elle obtiendra un DESS de psychologie sociale en 1998.

## Parcours politique et professionnel
La même année, Naïma Charaï s’engage auprès de la Mission France de Médecins du monde, pour faciliter l’accès aux soins des personnes en situation de très grande précarité. Elle devient coordinatrice d’un réseau de soins pour les toxicomanes avant de fonder, en 2001, puis diriger l’association de soutien aux prostituées « Information, Prévention, Proximité, Orientation » (Ippo). C’est l’époque des maraudes dans les rues de Bordeaux.
Au lendemain de la défaite de Lionel Jospin au premier tour de l'élection présidentielle de 2002, et alors que l'extrême droite accède au second tour, elle adhère au Parti socialiste (PS).
En 2004, elle rejoint la liste menée par Alain Rousset pour les élections régionales, laquelle remporte le scrutin. Son action est marquée par la mise en place, en 2008, d’un programme de lutte contre les discriminations, promouvant le recrutement paritaire et les CV anonymes.
Présidente de l'association Les Oubliés de la République et elle-même fille d'un ancien goumier ayant combattu en Indochine, elle parvient, avec Alain Rousset, au mois de juillet 2010, à convaincre le président de la République de faire cesser l'injustice de la cristallisation des pensions qui « déshonorait notre pays depuis cinquante ans ».
En 2012, le président de la République la nomme à la tête de la plus importante autorité administrative indépendante d'alors, l'Agence nationale pour la cohésion sociale et l'égalité des chances (ACSE). Elle quitte ce poste en 2015, lorsque l'autorité est dissoute au profit du Commissariat général à l'Égalité des territoires.
Elle fait partie de l'équipe qui permet à Benoît Hamon de remporter, en janvier 2017, la primaire citoyenne. Elle devient alors sa porte-parole dans la campagne pour l'élection présidentielle de 2017. Elle est investie par le PS pour se présenter aux élections législatives dans la troisième circonscription de la Gironde, dans laquelle elle était suppléante de Noël Mamère depuis 2007. Arrivée en troisième position à l'issue de premier tour avec 17,52 % des suffrages exprimés, elle apporte son soutien pour le second tour à Loïc Prud'homme, candidat de La France insoumise qui est élu face au candidat de La République en marche.
Elle annonce son départ du PS pour rejoindre le Mouvement du 1er juillet 2017, devenu Génération.s, quelques jours après que Benoît Hamon a fondé celui-ci. Elle parle alors de cette décision comme d'une clarification idéologique et d'un préalable pour renforcer la gauche. Elle devient membre du collectif national de ce mouvement politique. Au mois de février 2018, elle quitte le groupe socialiste du conseil régional de Nouvelle-Aquitaine pour former un groupe Génération.s avec Stéphane Delpeyrat, Mathieu Bergé, William Jacquillard et Michel Minvielle.
C'est depuis cette même période qu'elle est employée par l'association bordelaise La Case pour coordonner le programme Poppy, destiné à faciliter l'accès des personnes en situation de prostitution aux droits fondamentaux, dans un lieu dédié.
Le 26 février 2019, le mouvement Génération.s annonce qu'elle fait partie de la liste citoyenne du Printemps européen avec Benoît Hamon soutenue par Génération·s et DémE-DiEM25 aux élections européennes du 26 mai 2019. Cette liste ne gagne aucun siège.
Le 18 mars 2019, elle est nommée au Conseil scientifique sur les processus de radicalisation par la ministre de l'Enseignement supérieur en tant que représentante de l'association Régions de France.